# Joaquín Escolán y Balibrera
Joaquín Escolán y Balibrera, nacido en San Salvador, fue un político salvadoreño del siglo XIX. Gobernó la República de El Salvador bajo el cargo de Jefe Provisorio en el periodo comprendido entre el 30 de septiembre y el 14 de octubre de 1834, y en una segunda ocasión, como Consejero, del 2 de marzo al 10 de abril de 1835, cuando entregó el poder a Nicolás Espinoza.